# Thurner Mühle

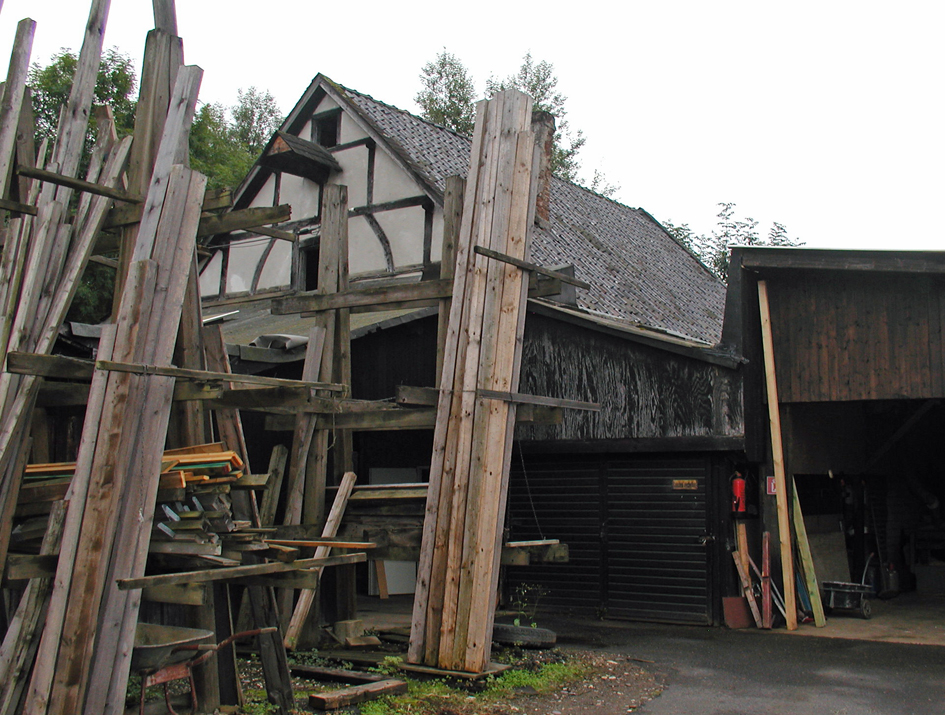
Die Thurner Mühle 2012

Die Thurner Mühle war eine Wassermühle in Köln-Dellbrück an der Strunde. Sie gehörte lange Zeit zum Thurner Hof.

## Geschichte
Ohne nähere Angaben wird eine Mühle Thurn bereits 1322 und 1324 urkundlich erwähnt. Um 1526 muss sie als Holzmühle Verwendung gefunden haben. Später wird ihre Funktion als Schleif- und Pleißmühle angegeben. Ab 1823 erscheint sie als Tabak-, Pfeffer- und Lohmühle. Um 1895 kam sie als Holzmühle in den Besitz der Familie Menrath. Es wurden zunächst Schaufel- und Hammerstiele sowie Stiele für Ackergeräte hergestellt. In den Folgejahren baute man den Betrieb weiter aus und fertigte zum Beispiel Kabeltrommeln für die Firma Felten & Guilleaume. Das eiserne unterschlächtige Wasserrad leistete noch bis zur Elektrifizierung nach dem Ersten Weltkrieg seine Dienste und wurde später abgebaut. Nach wie vor befindet sich die Mühle im Familienbesitz Menrath als Sägewerk und Holzgroßhandel.

## Galerie

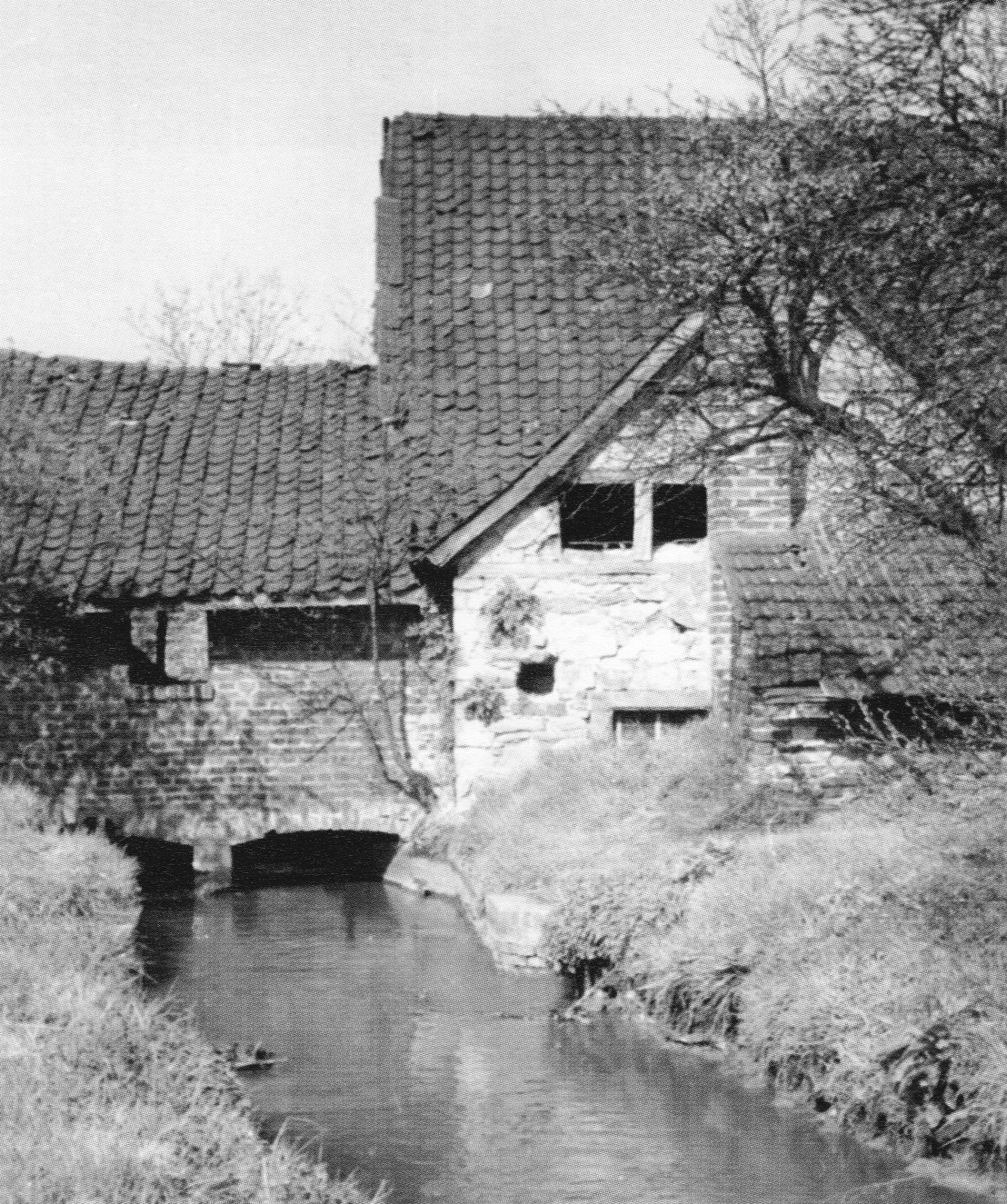
Blick von Osten, ehemaliges Radhaus (inzwischen abgebrochen)
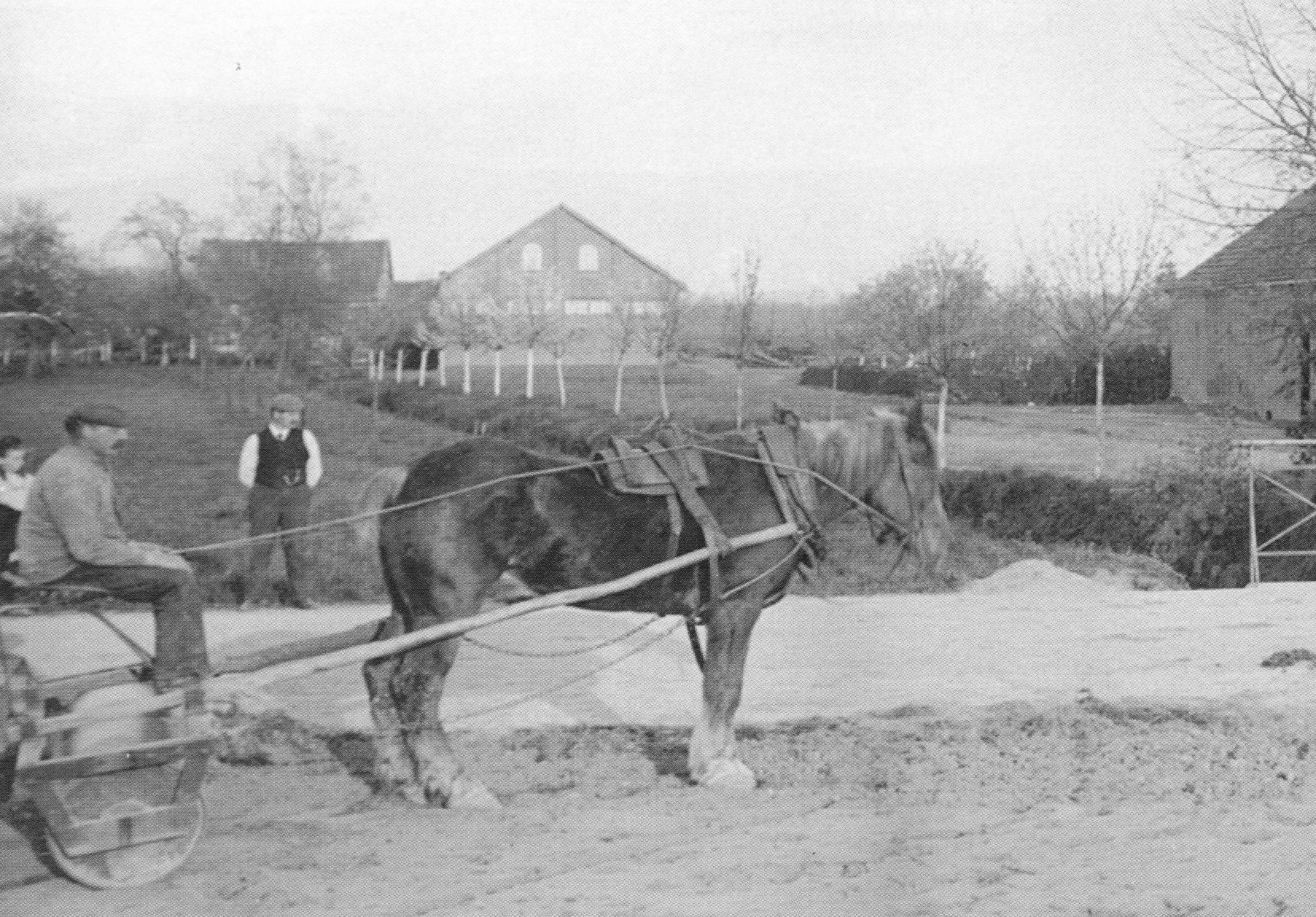
Blick von Westen, um 1907 (Ausschnitt; links: Mühle, Mitte: Scheune, ganz rechts: Stallung Thurner Hof)
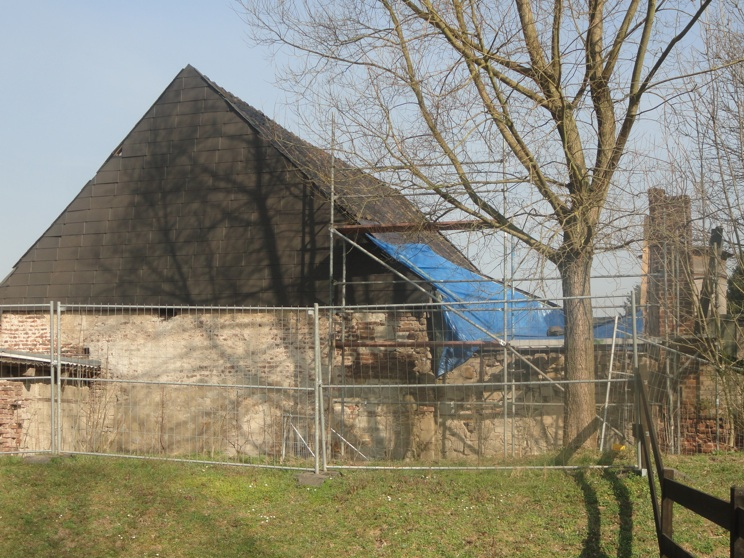
Südseite, Dachstuhlreparatur Frühjahr 2014